# بیلی لورد
بیلی لورد (انگلیسی: Billie Lourd؛ زادهٔ ۱۷ ژوئیهٔ ۱۹۹۲) یک هنرپیشه اهل ایالات متحده آمریکا است. وی از سال ۲۰۱۵ میلادی تاکنون مشغول فعالیت بوده‌است.
از فیلم‌ها یا برنامه‌های تلویزیونی که وی در آن نقش داشته است می‌توان به جنگ ستارگان: نیرو برمی‌خیزد، ملکه‌های جیغ اشاره کرد.